# 박찬웅
박찬웅(1990년 7월 14일 ~ )은 대한민국의 현대홈쇼핑 쇼호스트이자, 대한민국 최초의 농구선수 출신 스포츠캐스터였다. 2015년 5월에 입사하여 축구-농구-야구-종합격투기-알파인스키-주짓수등등 다양한 종목을 매끄럽게 소화하는 캐스터라는 평을 듣고있다.
2017년 tvn 프로그램 버저비터에서 현주엽 감독의 팀H에서 남들과 다른 클래스를 보여주며 에이스로 활약했다.
2017년 FIBA 아시아컵 농구대회 중계 당시, 친형(박찬희)은 선수로, 동생(박찬웅)은 중계로 활약하며 이슈를 불러일으켰다.
2018년 12월 6일, 당시 NBA 중계를 함께하던 조현일 해설위원이 코피를 흘리면서 국내외로 많은 이슈가 되었고, 방송사고의 한 자락을 장식했다.
생활체육 농구에서 DFL이라는 팀에 소속되어 있다. 루키챌린지 BEST 5에 선정되었고, 형과 농구하는 모습이 매우 흡사하다는 평이 있다.
2019년 6월 30일자로 SPOTV를 퇴사하였다.
2019년부터 2020년까지 팟빵 히든풋볼에서 조현일 해설위원, 이민재 기자와 함께 '히든바스켓' 팟캐스트를 진행하고 있다가 현대홈쇼핑 공채로 합격해 쇼호스트로 근무하고 있다.
2022년 5월 15일, 결혼에 골인했다.

## 경력
- 2015년 ~ : SPOTV 아나운서
- 2017년 : tvn 프로그램 버저비터 출연
- 2017년 : FIBA 아시아컵 농구대회 중계
- 2018년 : FIBA 농구 월드컵 아시아 예선 중계
- 2019년 : NBA ALL STAR GAME 현지생중계 진행
- 2019년 : FIBA 남자농구월드컵 트로피투어 미디어데이 행사 진행
- 2019년 : 현대모비스 초청 4개국 국제농구대회 장내 진행
- 2019년 : 마카오 터리픽12 농구 대회 네이버 생중계
- 2020년 : 현대홈쇼핑 쇼호스트

## 학력
- 경복고등학교
- 경희대학교 스포츠지도학과 학사